# Naumachie van Caesar
De Naumachie van Caesar was een kunstmatig meer waarin zeeslagen werden nagespeeld in het oude Rome.
Julius Caesar liet de naumachie uitgraven bij gelegenheid van de festiviteiten rondom zijn triomftocht in 46 v.Chr. De naumachia werd aangelegd op het Marsveld, op de plaats van de kleine Codeta. Vermoedelijk was dit een moerasachtig stuk land tegenover het latere Mausoleum van Hadrianus. Tijdens de spelen voeren er twee-, drie- en vierdeksschepen op het meer, die de vloten van Egypte en Tyrus voorstelden. In totaal deden 4000 "acteurs" mee aan deze zeeslagen, waarvan er 2000 daadwerkelijk vochten. Volgens Suetonius wilde Caesar na zijn triomf de naumachie al dempen om op deze plaats de grootste Marstempel van het rijk te bouwen. Caesar werd echter in 44 v.Chr. vermoord, voor dit gerealiseerd werd. In 43 v.Chr. werd de naumachie in opdracht van de senaat alsnog gedempt, toen er een epidemie uitbrak.

## Antieke bron
1. ↑  Suetonius, De Vita Caesarum - 39.4
2. ↑  Appianus, Romeinse Burgeroorlog - 2.102
3. ↑  Suetonius, De Vita Caesarum - 44.1
4. ↑  Cassius Dio, Romeinse geschiedenis - 45.17.8

## Referentie
- L. Richardson, jr, A New Topographical Dictionary of Ancient Rome, Baltimore - London 1992. pp.92, 265 ISBN 0801843006